# Gymnochiromyia nigridorsum
Gymnochiromyia nigridorsum är en tvåvingeart som först beskrevs av Malloch 1925.  Gymnochiromyia nigridorsum ingår i släktet Gymnochiromyia och familjen gulflugor. Inga underarter finns listade i Catalogue of Life.